# 오드리사머 데스파이네
오드리사머 데스파이네 오루(Odrisamer Despaigne Orue, 1987년 4월 4일 ~ )는 쿠바의 야구 선수이자, 현 멕시칸 리그 레오네스 데 유카탄의 투수이다.

## 미국 프로야구 시절
2014년에 샌디에이고 파드리스에 입단하였다.

## 한국 프로야구 시절

### kt 위즈시절
2020년에 라울 알칸타라를 대체할 투수로 영입되었다. 입단 첫 해에 두 자릿수 승, 이닝 이터 능력을 보여 재계약에 성공했다. 2021년에 윌리엄 쿠에바스와 함께 원투 펀치를 이루며 두 자릿수 승을 기록하는 등 팀의 첫 우승에 기여했고, 윌리엄 쿠에바스와 함께 다시 한 번 재계약에 성공했다. 2022년 시즌 후 재계약에 실패했다.

## 멕시코 프로야구 시절
2023년에 마리아치스 데 과달라하라에 입단하였다. 마리아치스 데 과달라하라가 해체된 후 2024년에 레오네스 데 유카탄과 계약했다.